# Падар (Шабранский район)
Падар (азерб. Padar) — село в Шабранском районе Азербайджана. 

## География
Расположено на левом берегу реки Шабранчай, в 19 км к северо-западу от районного центра города Шабран.

## История
Основание села возводится к падарам, которые являются одной из этнографических групп азербайджанцев.
С середины XVI века, для усиления сефевидской власти в Ширване, и противодействия горским племенам, падары были переселены в Ширван, на территорию современной Азербайджанской Республики.
По сведениям «Камерального описания Кубинской провинции», составленном в 1831 году коллежским регистратором Хотяновским, в деревне Падар находившейся в управлении полковника Агабека Садыгова проживали жители-сунниты, занимавшиеся земледелием и шелководством.
Материалы посемейных списков на 1886 год сообщают о «татарском» (азербайджанском) селении Падар-Шабранъ, входившем в Нижне-Кущинское сельское общество в составе третьего Девичинского участка Кубинского уезда Бакинской губернии.

## Население
По результатам Азербайджанской сельскохозяйственной переписи 1921 года Шабран-Падар Кубинского уезда Азербайджанской ССР населяли 113 человек (29 хозяйств, 64 мужчины и 49 женщин), преимущественно тюрки азербайджанские (азербайджанцы).
По материалам издания «Административное деление АССР», опубликованным в 1933 году Управлением народно-хозяйственного учёта Азербайджанской ССР (АзНХУ), на 1 января 1933 года село Падар состояло в Тазакентском сельсовете Дивичинского района Азербайджанской ССР. Население — 131 человек (34 хозяйства, 66 мужчин, 65 женщин). Весь сельсовет (населённые пункты Айгюнли, Бурбур, Карачайлы, Сехбетли, Удулу и другие) на 74,8 % состоял из тюрков (азербайджанцев).
На 1983 год в селе проживало 207 человек. Жители занимались выращиванием овощей и садоводством. Имелись школа-восьмилетка и библиотека.

## Достопримечательности
Вблизи села Падар находятся остатки средневекового города Шабран.